# Gimnasio Ryugyong Chung Ju-yung
El Gimnasio Ryugyong Chung Ju-yung o la Arena de Pionyang (en coreano: 류경정주영체육관) es un recinto cubierto situado en la ciudad de Pionyang, la capital del país asiático de Corea del Norte. La capacidad del estadio le permite recibir hasta 12 309 espectadores y fue construido e inaugurado oficialmente en 2003. Se utiliza para albergar eventos deportivos bajo techo, como el baloncesto y el voleibol.